# Macau University of Science and Technology

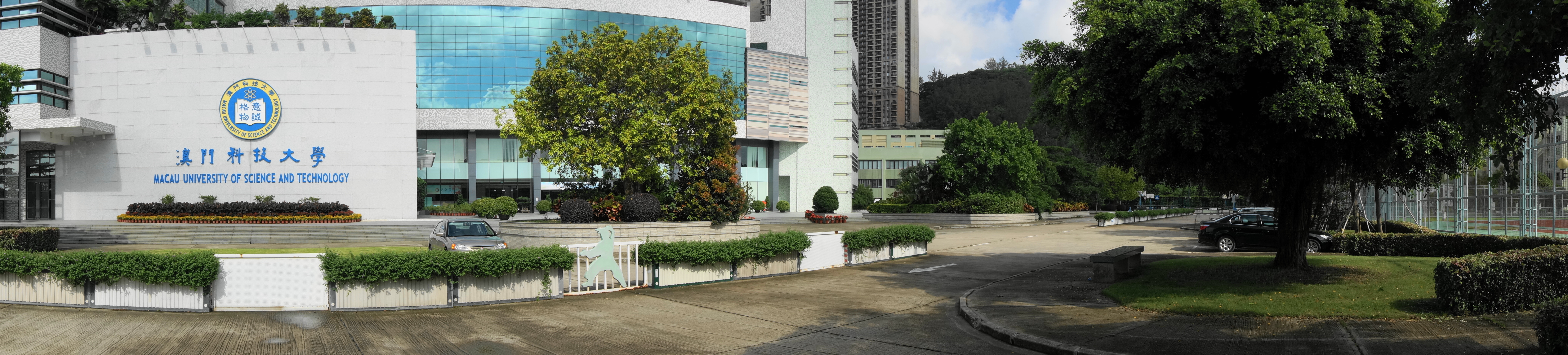
Campus

Die Macau University of Science and Technology (kurz MUST) ist eine im Jahr 2000 gegründete Universität in Macau. Sie ist die größte multidisziplinäre Universität in Macau und gehört zu den 250 besten Universitäten weltweit.
Die Räumlichkeiten umfassen 210.000 m². Die Universität vergibt Bachelor-, Master- und Doktortitel.
Das chinesische Ministerium für Wissenschaft und Technologie genehmigte den Antrag der Universität, die Namen „State Key Laboratory of Quality Research in Chinese Medicines“ und „State Key Laboratory of Lunar and Planetary Sciences“ für ihre beiden Laboratorien zu verwenden. Die Universität belegt in den Times Higher Education World University Rankings 2020 die Plätze 250–300.

## Campus
Auf dem Campus gibt es Lebensmittelgeschäfte, Bankzentren, ein Studentenrestaurant, ein Lehrrestaurant, eine Kaffeeecke, einen Computerladen, ein Zentrum für körperliche Entwicklung, ein Leichtathletikstadion und eine Turnhalle nach olympischem Standard, ein Hallenstadion und Tennisplätze. Das Universitätsklinikum befindet sich auf dem Campus.

### Bibliothek
Die Bibliothek der Macau University of Science and Technology wurde im Jahr 2000 zeitgleich mit der Universität gegründet. Der Gesamtbestand der aktuellen Sammlung beträgt mehr als 1,7 Millionen Stück, darunter 320.000 Bücher, 60.000 Zeitschriften (einschließlich elektronischer Volltextzeitschriften), 1.800 Zeitungen, 1,3 Millionen E-Books, 9 Millionen digitale Dissertationen, 110 elektronische Datenbanken und mehr als 7.000 Multimedia-Ressourcen. Die Bibliothek engagiert sich für die Entwicklung von Sammlungen und den Aufbau von Beziehungen zur gemeinsamen Nutzung von Ressourcen mit verschiedenen Bibliotheken im gesamten China. Die Chinesische Nationalbibliothek, die Peking University Library, die China Academic Humanities and Social Sciences Library (CASHL), das China Academic Library and Information System (CALIS), die Bibliotheken der Chinesischen Universität Hongkong, die National Taiwan University Library und viele andere Bibliotheken.